# Albert Jacobson
Albert (Aron) Jacobson, född omkring 1780 i Köpenhamn, död där den 28 november 1836, var en dansk skulptör och ädelstenssnidare. 
Han var son till gravören och medaljören Salomon Ahron Jacobson och Merle von Halle. Efter utbildning av sin far vistades Jacobson i Stockholm 1796–1801 där han studerade konst vid Konstakademien och var elev till Sergel Han blev medlem av svenska Konstakademien 1829. I Stockholm ställde han ut sina arbeten 1831. Han var främst verksam för det danska kungahuset och utförde på deras uppdrag porträttmedaljonger och sigillsniderier.